# ترانسفورماتور باک–بوست

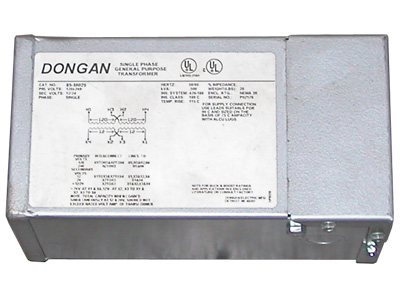
Typical multi-tap buck–boost transformer

ترانسفورماتور کاهنده-افزاینده (انگلیسی: Buck–boost transformer) گونه‌ای ترانسفورماتور تنظیم‌پذیر خودکار برای ولتاژهای ورودی متفاوت است. برای مثال گونه‌ای از آن برای ولتاژ ورودی ۲۰۸ تا ۲۳۰ ولت و گونه‌ای دیگر برای ولتاژ ۱۲۰ یا ۲۳۰ ساخته می‌شود. همچنین در برخی کشورها فرکانس ۶۰ و در برخی دیگر ۵۰ هرتز است که این ترانسفورماتور می‌تواند در هر دو حالت کار کند. این نوع ترانسفورماتورها برای تغذیه قطعات الکتریکی ولتاژ پایین چون ۱۲، ۱۶، ۲۴، ۳۲ یا ۴۸ به کار می‌برند.